# Abbazia territoriale di Montecassino
L'abbazia territoriale di Montecassino (in latino Abbatia Territorialis Montis Cassini) è una sede della Chiesa cattolica in Italia immediatamente soggetta alla Santa Sede, appartenente alla regione ecclesiastica Lazio. Nel 2023 contava 25 battezzati su 27 abitanti. È retta dall'abate Antonio Luca Fallica, O.S.B.

## Territorio
Fino al 2014 l'abbazia territoriale estendeva la sua giurisdizione sulla cosiddetta Terra di San Benedetto; con la bolla Contemplationi faventes del 23 ottobre 2014 papa Francesco ha ridotto il territorio alla sola abbazia.
All'interno del monastero si trova la cattedrale dedicata a Santa Maria Assunta e San Benedetto abate, che è anche l'unica parrocchia dell'abbazia territoriale.

## Storia

### Le origini
Quando san Benedetto verso l'anno 529 fondò l'abbazia di Montecassino nell'acropoli che si ergeva sul monte dell'antico castrum Casinum, sul confine meridionale del Latium novum, sembra che egli ottenesse quell'edificio pubblico grazie all'appoggio delle famiglie locali più in vista e con il beneplacito delle autorità ecclesiastiche più vicine, probabilmente – trovandosi da tempo vacante la sede episcopale di Cassino –, quel Costanzo, vescovo di Aquino, la cui stima verso Benedetto è ricordata nel II libro dei “Dialoghi” di san Gregorio Magno.
La città di Casinum, già piazzaforte sannitica, poi fedele a Roma, era stata anch'essa travolta nel V secolo dalle incursioni di Visigoti e Vandali. Dei vescovi che ne occuparono la sede un solo nome gode di un certo credito storico, quel Severus Cassinas, di cui è attestata la partecipazione al sinodo romano del 487, e alla cui memoria restarono fedeli gli stessi monaci cassinesi, che lo ricordavano già nei più antichi calendari di Montecassino risalenti alla fine del secolo VIII; altri due vescovi sono attribuiti alla sede di Cassino, Caprario episcopus Cassitanus, intervenuto al concilio romano del 465, e Fortunato.
In questo spazio privo delle cure di un effettivo pastore san Benedetto cominciò ben presto ad esercitare un'opera di evangelizzazione con l'autorevolezza di un carisma che non sfuggì allo stesso re dei Goti, Totila, il quale si recò in visita da lui poco prima di assediare Roma nel dicembre del 546, ricevendone tra l'altro la predizione della sua morte imminente. I primi quattro successori del santo nel governo di Montecassino furono Costantino, Simplicio, Vitale e Bonito, l'ultimo dei quali vide il monastero distrutto dai Longobardi di Zetone attorno al 580, con il conseguente esilio della comunità monastica a Roma e la sua probabile estinzione.
Si apre infatti a questo punto un vuoto di documentazione che termina solo intorno al 718, allorché il nobile pellegrino Petronace, proveniente da Brescia e inviato a Montecassino da papa Gregorio II, getta le basi per la rinascita dell'antico monastero, grazie anche alla politica di collaborazione tra ducato beneventano, nel cui territorio ricade Montecassino, e Sede Apostolica. E proprio il duca di Benevento Gisulfo II compie nel 744 un atto epocale per il futuro dell'abbazia cassinese, facendole dono di “tutte le montagne e le pianure all'intorno”: era questo infatti il primitivo nucleo della Terra di San Benedetto, corrispondente al territorio compreso tra le contee di Aquino, Teano, Comino, Venafro e il ducato di Gaeta. Qualche anno dopo, nel 748, papa Zaccaria emetteva in favore dell'abbazia un primo privilegio di esenzione, a noi pervenuto in una redazione spuria, elaborata nondimeno sulla base di un documento genuino dello stesso papa, andato perduto.
Era un primo abbozzo alla forma della giurisdizione spirituale di Montecassino, poi confermata nel privilegio di incerta datazione, emesso da papa Niccolò I (858-867), nel quale è riconosciuta la totale esenzione dell'abbazia da qualsiasi giurisdizione episcopale. La Sede Apostolica garantiva così in modo espresso l'opera di governo ecclesiastico degli abati cassinesi a partire specialmente da Gisulfo († 817), che in pianura aveva fondato il nuovo monastero del Salvatore costituendo in esso il centro sia dell'organizzazione curtense nella Terra Sancti Benedicti sia della futura città fondata dall'abate Bertario con il nome grecizzante di "Eulogimenopoli" (città di Benedetto), in seguito sostituito da quello di San Germano (l'attuale Cassino).
Tali prerogative che si manifestarono anche nella fondazione di nuovi centri abitati, furono confermate nel privilegio di papa Giovanni VIII del 22 maggio 882, proprio alla vigilia della seconda distruzione del monastero ad opera dei Saraceni, che il 22 ottobre 883 provocarono la morte dello stesso abate Bertario e il lungo esilio, prima a Teano (883-914) poi a Capua (914-948), della comunità monastica.

### Dal secolo X alle soglie dell'età moderna
Il definitivo ristabilimento dei monaci a Montecassino dopo l'esilio coincide con il governo dell'abate Aligerno (948[-950]-985). Questi il 7 giugno 967 otteneva con il beneplacito dell'imperatore Ottone I la concessione di un ampio privilegio da parte di Pandolfo I Capodiferro, principe di Capua e Benevento, il quale gli riconosceva la facoltà di costruire torri e castelli in tutti i possedimenti monastici, senza interferenza alcuna da parte di privati o agenti pubblici. Favorita in parallelo dall'esenzione pontificia e dalla protezione imperiale, la Terra di San Benedetto si consolida e si allarga sempre più, mentre tra XI e XII secolo il monastero cassinese raggiunge il massimo splendore, di cui è simbolo l'abate Desiderio (1058-1087), il futuro papa Vittore III.
Montecassino appare, come scrive il Baronio, un vero e proprio “vivaio di santi pastori”, al punto che diversi monaci ricoprono in quegli anni le cattedre episcopali di Gaeta, Fondi, Sora, Isernia, come pure Benevento, Salerno, Napoli.
La consacrazione della basilica cassinese da parte di papa Alessandro II il 1º ottobre 1071, con la partecipazione di numerosi arcivescovi, vescovi e signori locali, è come un sigillo impresso su quest'aurea età in cui Montecassino come Cluny contribuì alla riforma della Chiesa propugnata dalla Sede Apostolica. Negli anni successivi tuttavia la fine del regno normanno, i contrasti legati alla successione degli Svevi e la stessa dominazione sveva fino alla morte di Federico II (13 dicembre 1250) avrebbero avuto gravi ripercussioni nella Terra di San Benedetto, non senza qualche raggio di luce, come la precoce presenza dei Francescani a San Germano per concessione dell'abate Landolfo Sinibaldo (1227-1236).
Solo con il nuovo re Carlo I d'Angiò nell'abbazia e nel territorio di sua pertinenza si iniziava un nuovo periodo di stabilità promosso dall'abate Bernardo Aiglerio (1263-1282), già monaco dell'abbazia benedettina di Saint-Martin di Savigny, amico di san Tommaso d'Aquino, il quale oltre ad inchieste formali per il recupero di diritti, redditi e servizi dovuti all'abbazia dai singoli e dai centri abitati che le gravitavano intorno, celebrò anche nel 1275 il primo sinodo diocesano di cui si abbia notizia. Tra la fine del XIII e gli inizi del XIV secolo si registrano brevi ed instabili abbaziati, finché papa Giovanni XXII, nel quadro del programma di ristabilimento dell'egemonia guelfo-angioina in Italia, il 2 maggio 1322 con la bolla Supernus opifex elevò l'abbazia al rango di sede episcopale. Sarà poi papa Urbano V che dopo aver riservato a sé la carica abbaziale, con la bolla Romanus Pontifex il 31 marzo 1367 soppresse l'episcopato e ripristinò lo status abbaziale.
E proprio verso la fine del Trecento ha inizio la costruzione del principale santuario mariano diocesano di Santa Maria de Piternis a Colleragni nei pressi di Cervaro, sul luogo dei presunti miracoli operati dalla Vergine. Nondimeno i tremendi effetti del terremoto del 1349, le complicazioni causate dallo scisma d'Occidente (1378), le contese per la successione nel regno di Napoli fino all'avvento di Alfonso V d'Aragona (1442), gravarono pesantemente sulle sorti di Montecassino, che tra l'altro a partire dal 1454 fino alla fine del XV secolo fu affidato a quattro abati commendatari, uno dei quali fu papa Paolo II.

### Dal XVI al XVII secolo
Annessa nel 1504 alla Congregazione di Santa Giustina detta de Unitate, che da quel momento prende il nome di "Cassinese", l'abbazia, parte integrante del regno napoletano ormai attratto nell'orbita spagnola, rinacque ancora una volta sotto la guida dell'abate Eusebio Fontana, che diede inizio alla serie delle visite pastorali e dettò pure statuti per il clero della città di San Germano. In questo periodo furono inoltre celebrati sinodi, tra i quali di particolare risonanza quello indetto dall'abate Crisostomo d'Alessandro (1527-1531).
Ancora in attuazione delle norme dettate dal Concilio di Trento, nel 1590 fu istituito il seminario diocesano.
Nel corso del Seicento non mancarono episodi di contrasto tra l'abbazia e la città di San Germano, che aspirava ad ottenere il titolo di città regia liberandosi così dai pesi feudali, seguita in ciò dal capitolo dei canonici della collegiata di San Germano, che cercavano di avere un proprio vescovo svincolandosi così dalla giurisdizione spirituale degli abati. Un'istanza del 1674 in tal senso presso la Congregazione dei vescovi e regolari fu respinta dalla Sacra Rota il 30 aprile 1677; quindi il 22 marzo 1686 papa Innocenzo XI con la bolla Alias in causa poneva sulla questione un “perpetuo silenzio”. Ancora il 4 agosto 1725 papa Benedetto XIII con la bolla Quod inscrutabilis ratificava la volontà espressa nel Concilio romano di quello stesso anno, favorevole alla giurisdizione diocesana degli abati di Montecassino.

### Dalle soppressioni ottocentesche al Vaticano II
Promulgata il 13 febbraio 1807 la legge napoleonica di soppressione degli Ordini monastici nel regno, il 21 febbraio 1810 seguì una lettera ministeriale con la quale l'abate Aurelio Visconti era privato della giurisdizione pastorale, e i paesi della diocesi divisi tra i vescovi confinanti, i quali tuttavia continuarono a collaborare con l'abate, che la Sede Apostolica riconosceva infatti come unico legittimo pastore del territorio cassinese.
Solo nel 1815, con il ritorno di Ferdinando IV di Borbone sul trono del regno di Napoli e grazie all'appoggio congiunto del sovrano e di papa Pio VII, veniva ripristinato l'esercizio della giurisdizione spirituale, ormai libera dai condizionamenti del potere feudale e della connessa giurisdizione civile, come fu poi confermato dal concordato del 16 febbraio 1818.
Il 19 novembre 1834 papa Gregorio XVI con la bolla Romanus Pontifex, abolendo la giurisdizione prepositurale di cui aveva goduto nei secoli Atina, pose quest'ultima sotto l'autorità dell'abbazia di Montecassino. Nel 1838 cedette le parrocchie calabresi di Cetraro e di Fella (frazione del comune di Bonifati) alla diocesi di San Marco Argentano.
Ripristinata la carica di preposito da papa Leone XIII nel 1878, essa fu attribuita agli abati cassinesi, mentre la chiesa atinate di Santa Maria veniva dichiarata concattedrale. Infine con il decreto Ad Casinum della Congregazione per i Vescovi del 21 marzo 1977 l'intero territorio della prepositura di Atina è stato conglobato con quello dell'abbazia territoriale di Montecassino, mentre nel contempo si dichiarava soppressa la denominazione di “prepositura”. Con lo stesso decreto numerose parrocchie furono sottratte alla giurisdizione dell'abbazia e annesse a diverse diocesi dell'Abruzzo, del Molise, del Lazio e della Campania. Contestualmente, l'abbazia estese la sua giurisdizione sui comuni di Acquafondata e Viticuso, che erano appartenuti alle diocesi di Isernia e Venafro e sulla parrocchia di Camino nel comune di Rocca d'Evandro che era appartenuta alle diocesi di Calvi e Teano.

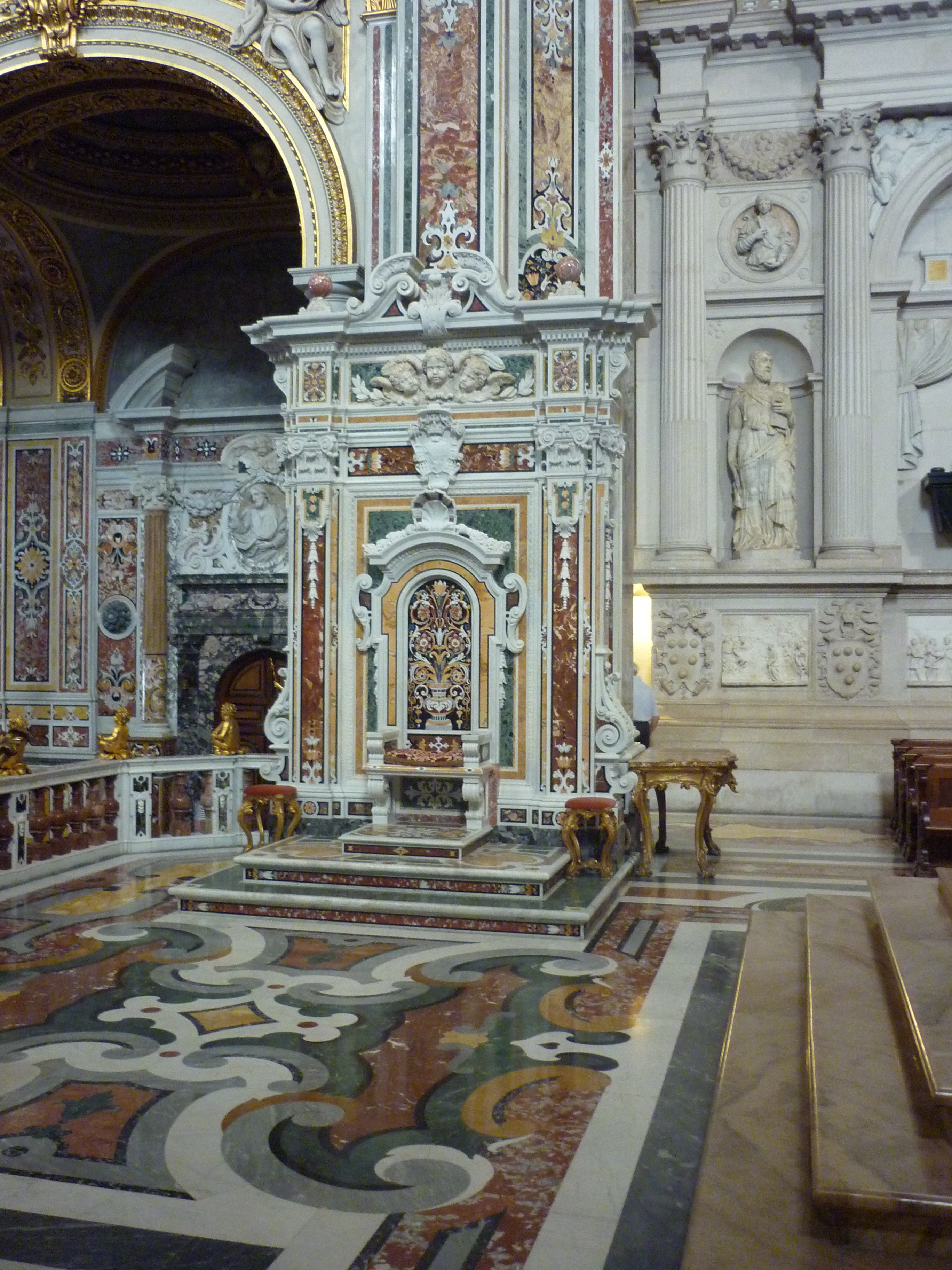
La cattedra dell'abate all'interno della cattedrale di Santa Maria Assunta e San Benedetto abate

Con la fine del Regno delle Due Sicilie e proclamato il Regno d'Italia il 17 marzo 1861, una nuova legge di soppressione delle corporazioni religiose colpiva il 7 luglio 1866 anche Montecassino, che veniva dichiarato monumento nazionale, mentre l'abate conservava la sua funzione di Ordinario della diocesi cassinese, la chiesa abbaziale costituiva la cattedrale, e il monastero stesso ospitava la residenza del capitolo formato dalla comunità dei monaci, oltre che gli uffici della curia e il seminario diocesano. L'8 dicembre 1889 anche il nuovo seminario diocesano di san Giuseppe sorgeva all'interno del monastero, in aggiunta all'altro già fondato in San Germano alla fine del XVI secolo. In seguito l'abate Bonifacio Maria Krug, in applicazione della riforma dei seminari voluta da papa Pio X, avrebbe unificato i due istituti.
Proprio al Krug († 1909) succedeva l'abate Gregorio Diamare (1865-1945), durante il cui governo si registrano ben quattro congressi eucaristici diocesani, e nel 1910 la fondazione di un "ricreatorio" per i giovani di Cassino, onde favorirne la formazione morale, spirituale e religiosa. Il 12 marzo 1928 la consacrazione episcopale ne coronava l'impegno pastorale.
Sarà lui a vivere in prima persona durante la Seconda guerra mondiale il dramma del bombardamento di Montecassino avvenuto il 15 febbraio 1944, prodigandosi anche per salvare la vita dei suoi fedeli. Scomparso l'anno seguente, gli succedeva nell'opera di ricostruzione materiale e morale l'abate Ildefonso Rea (1945-1971), che non solo provvide a riedificare il monumentale monastero ma anche le tante chiese e parrocchie della diocesi tra il Cassinate e la Valle di Comino, ricche di monumenti dell'arte medievale. Divenuto anch'egli vescovo nel 1962, partecipò con impegno ai lavori del Concilio Vaticano II, e proprio nel corso dell'assise ecumenica papa Paolo VI, accompagnato da una folta schiera di padri conciliari, il 24 ottobre 1964 consacrava la nuova basilica di Montecassino, proclamando san Benedetto patrono principale di tutta l'Europa. Era come il più alto riconoscimento anche della plurisecolare missione evangelizzatrice dell'abbazia cassinese.

### Dopo il Concilio Vaticano II
Papa Giovanni Paolo II si recò in pellegrinaggio a Montecassino il 20 settembre 1980 in occasione del XV centenario della nascita di san Benedetto. Il 24 maggio 2009 papa Benedetto XVI compì una visita pastorale a Cassino e Montecassino.
Fino al 2014 l'abbazia territoriale di Montecassino comprendeva 53 parrocchie per un totale di circa 80.000 battezzati e si estendeva nella parte sud orientale del Lazio e nell'estremo nord della Campania, nei comuni di Cassino (dove aveva sede), Castelnuovo Parano, Cervaro, San Giorgio a Liri, Pignataro Interamna, San Vittore del Lazio, Sant'Andrea del Garigliano, Sant'Ambrogio sul Garigliano, Sant'Apollinare, Vallemaio, Viticuso, Acquafondata, Vallerotonda, Sant'Elia Fiumerapido, Atina, Belmonte Castello, Villa Latina, in provincia di Frosinone e Rocca d'Evandro e San Pietro Infine in provincia di Caserta.
Con la bolla Contemplationi faventes del 23 ottobre 2014 papa Francesco, applicando il motu proprio Catholica Ecclesia del 23 ottobre 1976, ha ridotto il territorio dell'abbazia territoriale alla sola chiesa abbaziale e al monastero, con le immediate pertinenze. Il resto dell'antico territorio è passato alla diocesi di Sora-Aquino-Pontecorvo, che contestualmente ha mutato il proprio nome in quello di Sora-Cassino-Aquino-Pontecorvo.

## Cronotassi degli abati
Si omettono i periodi di sede vacante non superiori ai 2 anni o non storicamente accertati.
- San Benedetto da Norcia, O.S.B. † (525/529 - 21 marzo 547 deceduto)
- Costantino, O.S.B. † (547 - 560 ?)
- Simplicio, O.S.B. † (560 ? - 576 ?)
- Vitale, O.S.B. † (576 ? - 580 ?)
- Bonito, O.S.B. † (580 ? - 584)
  - Prima distruzione di Montecassino (attorno al 580)[1]
- San Petronace, O.S.B. † (717 ? - 6 maggio 750)
- Optato, O.S.B. † (750 - 4 gennaio 760)
- Ermeri, O.S.B. † (760 - 18 luglio 760)
- Graziano, O.S.B. † (760 - 22 agosto 764)
- Tomichi, O.S.B. † (agosto 764 - 25 gennaio 771)
- Potone, O.S.B. † (febbraio 771 - 777)
- Teodemaro, O.S.B. † (777/778 - 796)
- Gisulfo, O.S.B. † (796 - 24 dicembre 817 deceduto)
- Apollinare, O.S.B. † (817 - 27 novembre 828)
- San Deusdedit, O.S.B. † (828 - 9 ottobre 834 deceduto)
- Ilderico, O.S.B. † (834 - 834)
- Autperto, O.S.B. † (834 - 20 febbraio 837)
- Bassacio, O.S.B. † (837 - 17 marzo 856)
- San Bertario, O.S.B. † (aprile 856 - 22 ottobre 883 deceduto)
  - Seconda distruzione di Montecassino (883)
- Angelario I, O.S.B. † (883 - 5 dicembre 889)
- Ragembrando, O.S.B. † (marzo 890 - 6 novembre 899)
- Leone, O.S.B. † (899 - 17 agosto 914)
- Giovanni I, O.S.B. † (settembre 914 - 31 marzo 934)
- Adelperto, O.S.B. † (6 aprile 934 - 27 dicembre 943 ?)
- Baldovino, O.S.B. † (943 ? - aprile ? 946)
- Maielpoto, O.S.B. † (943/944 - 24? ottobre 948)
- Aligerno, O.S.B. † (25 ottobre 948 - 23 novembre 985)
- Mansone, O.S.B. † (14 novembre 986 - 8 marzo 996)
- Giovanni II, O.S.B. † (996 - 997)
- Giovanni III, O.S.B. † (ottobre 997 - 18 marzo 1010)
- Giovanni Docibile, O.S.B. † (1010 - 1011)
- Atenolfo, O.S.B. † (1011 - 30 marzo 1022)
- Teobaldo, O.S.B. † (29? giugno 1022 - 3 giugno 1035)
- Basilio, O.S.B. † (giugno 1036 - giugno ? 1038)
- Richerio, O.S.B. † (giugno 1038 - 11 dicembre 1055)
- Pietro I, O.S.B. † (1055 - 22 maggio 1057)
- Federico di Lorena, O.S.B. † (23 maggio 1057 - 29 marzo 1058 deceduto) (eletto papa con il nome di Stefano IX il 7 agosto 1057)
- Beato Desiderio, O.S.B. † (giugno ? 1058 - 16 settembre 1087 deceduto) (eletto papa con il nome di Vittore III il 24 maggio 1086)
- Oderisio I, O.S.B. † (settembre 1087 - 2 dicembre 1105 deceduto)
- Ottone, O.S.B. † (dicembre 1105 - 1º ottobre 1107)
- San Bruno, O.S.B. † (novembre 1107 - settembre 1111 dimesso)
- Gerardo, O.S.B. † (ottobre 1111 - 17 gennaio 1123)
- Oderisio II, O.S.B. † (gennaio 1123 - maggio 1126)
- Nicola I, O.S.B. † (maggio 1126 - luglio 1127)
- Senioretto, O.S.B. † (12 luglio 1127 - 4 febbraio 1137)
- Rainaldo, O.S.B. † (10 febbraio 1137 - 18 settembre 1137)
- Guibaldo di Stablo-Malmedy, O.S.B. † (19 settembre 1137 - 2 novembre 1137)
- Rainaldo II, O.S.B. † (13 novembre 1137 - 28 ottobre 1166)
- Teodino I, O.S.B. † (ottobre ? 1166 - 14 settembre 1167)
- Egidio, O.S.B. † (1168 - 1168)
  - Pietro, O.S.B. † (1168 - 1171) (amministratore apostolico)
- Domenico I, O.S.B. † (1171 - 25 aprile 1174)
- Pietro II, O.S.B. † (aprile 1174 - 8 luglio 1186)
- Roffredo de Insula, O.S.B. † (9 luglio 1188 - 30 maggio 1210 deceduto)
- Pietro III, O.S.B. † (24 giugno 1210 - 28 gennaio 1211)
- Adenolfo, O.S.B. † (marzo 1211 - agosto 1215)
- Stefano I, O.S.B. † (13 settembre 1215 - 21 luglio 1227)
- Landolfo Sinibaldo, O.S.B. † (dicembre 1227 - 28 luglio 1236)
  - Pandolfo, O.S.B. † (8 gennaio 1237 - giugno 1238) (amministratore apostolico)
- Stefano II, O.S.B. † (giugno 1238 - 21 gennaio 1248)
- Nicola II, O.S.B. † (11 marzo 1251 - ?)
- Riccardo, O.S.B. † (26 gennaio 1252 - 1º marzo 1262)
- Teodino II, O.S.B. † (1º marzo 1262 - 29 marzo 1263)
- Bernardo Aiglerio, O.S.B. † (29 marzo 1263 - 4 aprile 1282)
- Tommaso I, O.S.B. † (28 settembre 1285 - 18 settembre 1288)
- Ponzio, O.S.B. † (19 marzo 1292 - 30 settembre 1292)
- Guglielmo, O.S.B. † (giugno 1293 - 1294 ?)
- Angelario II, O.S.B. † (ottobre 1294 - aprile 1295)
- Beraudo, O.S.B. † (18 aprile 1295 - dicembre 1295)
  - Bernardo, O.S.B. † (14 dicembre 1295 - agosto 1296) (amministratore apostolico)
- Galardo, O.S.B. † (8 agosto 1296 - 20 marzo 1301)[5].
- Tommaso II, O.S.B. † (1304 - ?)
- Marino, O.S.B. † (1306 - 19 dicembre 1313)
- Isnardo, O.S.B. †
  - Oddone della Sala, O.P. † (6 giugno 1323 - 3 luglio 1326 deceduto) (amministratore apostolico)
- Raimondo de Gramat † (9 aprile 1326 - 26 luglio 1340 deceduto)
- Guido di San Germano † (6 novembre 1340 - 2 agosto 1341 deceduto)
- Richerio de Miremont † (10 ottobre 1341 - 27 febbraio 1343 deceduto)
- Étienne Aldebrand, O.S.B. † (14 marzo 1343 - 13 febbraio 1346 nominato vescovo di Saint-Pons-de-Thomières)
- Guglielmo de Rosières † (7 aprile 1346 - 17 aprile 1353 nominato vescovo di Tarbes)
  - Terza distruzione di Montecassino (1349)
- Francesco Atti † (17 aprile 1353 - 18 marzo 1355 nominato vescovo di Firenze)
- Angelo Acciaioli seniore † (18 marzo 1355 - 4 ottobre 1357 deceduto)
- Angelo della Posta † (23 marzo 1358 - 11 aprile 1362 deceduto)
- Angelo Orsini † (26 agosto 1362 - 1365)
- Beato Papa Urbano V † (1366 - 1369 dimesso)
- Bartolomeo da Siena, O.S.B. † (31 agosto 1369 - 1369)
- Andrea da Faenza, O.S.B. † (5 dicembre 1369 - 18 settembre 1373)
- Pietro de Tartaris, O.S.B. † (7 febbraio 1374 - 4 giugno 1395)
- Enrico Tomacelli, O.S.B. † (22 giugno 1396 - giugno 1413)
- Pirro Tomacelli, O.S.B. † (7 aprile 1414 - 1441)
- Giovanni de Primis, O.S.B. † (17 dicembre 1441 - 22 aprile 1444)
- Antonio Carafa, O.S.B. † (26 maggio 1446 - 1º febbraio 1454)
- Ludovico Trevisano † (18 maggio 1454 - 26 marzo 1465 deceduto)
- Papa Paolo II † (29 marzo 1465 - 27 luglio 1471 deceduto)
- Giovanni d'Aragona † (30 agosto 1471 - 17 ottobre 1485 deceduto)
- Giovanni de' Medici † (14 marzo 1486 - 15 novembre 1504 dimesso)
- Eusebio Fontana, O.S.B. † (11 gennaio 1505 - 15 novembre 1506)
- Zaccaria Castagnola, O.S.B. † (maggio 1506 - maggio 1509)
- Graziano II, O.S.B. † (maggio 1509 - 22 agosto 1510)
- Ignazio Squarcialupi, O.S.B. † (ottobre 1510 - dicembre 1516)
- Vincenzo de Riso, O.S.B. † (gennaio 1517 - dicembre 1518)
- Teofilo Piacentini, O.S.B. † (gennaio 1519 - maggio 1520)
- Ignazio Squarcialupi, O.S.B. † (maggio 1520 - dicembre 1521) (per la seconda volta)
- Ludovico Trivulzio, O.S.B. † (gennaio 1522 - maggio 1522)
- Giustino Harbes, O.S.B. † (maggio 1522 - dicembre 1523)
- Ignazio Squarcialupi, O.S.B. † (gennaio 1524 - dicembre 1526) (per la terza volta)
- Crisostomo de Alessandro, O.S.B. † (gennaio 1527 - maggio 1531)
- Agostino Bonfili, O.S.B. † (maggio 1531 - maggio 1533)
- Crisostomo de Alessandro, O.S.B. † (maggio 1533 - maggio 1538) (per la seconda volta)
- Girolamo I, O.S.B. † (maggio 1538 - maggio 1539)
- Ignazio II, O.S.B. † (maggio 1539 - maggio 1541)
- Girolamo Scloccheto, O.S.B. † (maggio 1541 - maggio 1546)
- Lorenzo Zambelli, O.S.B. † (maggio 1546 - maggio 1549)
- Girolamo Scloccheto, O.S.B. † (maggio 1549 - maggio 1551) (per la seconda volta)
- Innocenzo Nicolai, O.S.B. † (maggio 1551 - maggio 1554)
- Girolamo Calcini, O.S.B. † (maggio 1554 - maggio 1555)
- Isidoro Mantegazzi, O.S.B. † (maggio 1555 - maggio 1556)
- Ignazio Vicani, O.S.B. † (maggio 1556 - maggio 1559)
- Angelo de Faggis, O.S.B. † (maggio 1559 - maggio 1564)
- Ignazio Vicani, O.S.B. † (maggio 1564 - maggio 1565) (per la seconda volta)
- Angelo de Faggis, O.S.B. † (maggio 1565 - maggio 1568) (per la seconda volta)
- Bernardo de Adamo, O.S.B. † (maggio 1568 - maggio 1570)
- Mattia Mattaleia, O.S.B. † (maggio 1570 - maggio 1572)
- Angelo de Faggis, O.S.B. † (maggio 1572 - maggio 1575) (per la terza volta)
- Girolamo Gersale, O.S.B. † (maggio 1575 - agosto 1577)
- Bernardo Ferrajolo, O.S.B. † (15 agosto 1577 - maggio 1580)
- Desiderio II, O.S.B. † (maggio 1580 - maggio 1585)
- Bernardo Ferrajolo, O.S.B. † (maggio 1585 - gennaio 1587) (per la seconda volta)
- Egidio Sernicoli, O.S.B. † (maggio 1587 - maggio 1589)
- Andrea II, O.S.B. † (maggio 1589 - maggio 1590)
- Girolamo Brugia, O.S.B. † (maggio 1590 - maggio 1595)
- Basilio II, O.S.B. † (maggio 1595 - settembre 1596)
- Vittorino de Manso, O.S.B. † (gennaio 1597 - maggio 1598)
- Zaccaria Tarasco, O.S.B. † (maggio 1598 - maggio 1599)
- Ambrogio Rastellini, O.S.B. † (maggio 1599 - dicembre 1602)
- Desiderio III, O.S.B. † (gennaio 1603 - dicembre 1604)
- Gregorio Casamata, O.S.B. † (gennaio 1605 - 2 agosto 1608)
- Paolo da Cosenza, O.S.B. † (14 ottobre 1608 - 21 ottobre 1609)
- Onorato Scalisi, O.S.B. † (22 ottobre 1609 - 19 aprile 1614)
- Isidoro Agresti, O.S.B. † (20 aprile 1614 - 22 aprile 1617)
- Paolo Scotti, O.S.B. † (23 aprile 1617 - maggio 1621)
- Bernardino Saivedra, O.S.B. † (maggio 1621 - dicembre 1624)
- Simplicio Caffarelli, O.S.B. † (gennaio 1625 - dicembre 1628)
- Paolo Scotti, O.S.B. † (gennaio 1629 - dicembre 1630) (per la seconda volta)
- Angelo Grassi, O.S.B. † (gennaio 1631 - 18 dicembre 1631)
- Paolo Camillo Casati, O.S.B. † (gennaio 1632 - dicembre 1634)
- Desiderio Petronio, O.S.B. † (gennaio 1635 - dicembre 1639)
- Severino Fusco, O.S.B. † (gennaio 1640 - maggio 1645)
- Andrea Arcioni, O.S.B. † (maggio 1645 - dicembre 1647)
- Desiderio Petronio, O.S.B. † (gennaio 1648 - 15 luglio 1649) (per la seconda volta)
- Domenico Quesada, O.S.B. † (gennaio 1650 - dicembre 1653)
- Carlo de Mauro, O.S.B. † (gennaio 1654 - marzo 1657)
- Angelo della Noce, O.S.B. † (marzo 1657 - maggio 1661)
- Anastasio Perrone, O.S.B. † (maggio 1661 - aprile 1665)
- Angelo della Noce, O.S.B. † (maggio 1665 - aprile 1669) (per la seconda volta)
- Mauro Cesarini, O.S.B. † (maggio 1669 - aprile 1675)
- Severino Pepe, O.S.B. † (maggio 1675 - maggio 1680)
- Andrea Deodati, O.S.B. † (maggio 1680 - maggio 1681)
- Sebastiano Biancardi, O.S.B. † (maggio 1681 - aprile 1687)
- Andrea Deodati, O.S.B. † (maggio 1687 - aprile 1692)
- Severino Pepe, O.S.B. † (maggio 1692 - 27 agosto 1697) (per la seconda volta)
- Ippolito della Penna, O.S.B. † (20 novembre 1697 - aprile 1704)
- Gregorio Galisio, O.S.B. † (maggio 1704 - aprile 1717)
- Nicola Ruggi, O.S.B. † (maggio 1717 - 16 agosto 1722)
- Arcangelo Brancaccio, O.S.B. † (17 settembre - 24 aprile 1725)
- Sebastiano Gadaleta, O.S.B. † (giugno 1725 - aprile 1731)
- Stefano de Stefano, O.S.B. † (aprile 1731 - 3 febbraio 1737)
- Ildefonso del Verme, O.S.B. † (maggio 1737 - maggio 1739)
- Sebastiano Gadaleta, O.S.B. † (maggio 1739 - maggio 1745) (per la seconda volta)
- Antonio Capece, O.S.B. † (maggio 1745 - maggio 1751)
- Giovanni Maria Ragosa, O.S.B. † (maggio 1751 - 3 dicembre 1753)
- Marino Migliarese, O.S.B. † (1754 - aprile 1760)
- Domenico Favilla, O.S.B. † (maggio 1760 - aprile 1766)
- Aurelio Parisio, O.S.B. † (aprile 1766 - maggio 1772)
- Rinaldo Santomagno, O.S.B. † (maggio 1772 - maggio 1778)
- Domenico Favilla, O.S.B. † (maggio 1778 - 1780) (per la seconda volta)
- Prospero de Rosa, O.S.B. † (maggio 1781 - 1787)
- Tommaso Capomazza, O.S.B. † (21 marzo 1788 - aprile 1793)
- Prospero de Rosa, O.S.B. † (maggio 1793 - 1797) (per la seconda volta)
- Marino Lucarelli, O.S.B. † (4 ottobre 1797 - aprile 1804)
- Aurelio Visconti, O.S.B. † (aprile 1804 - 1816)
- Giuseppe del Balzo, O.S.B. † (1817 - 30 giugno 1821)
- Luigi Bovio, O.S.B. † (26 novembre 1821 - maggio 1828)
- Giacomo Diez, O.S.B. † (12 giugno 1828 - maggio 1834)
- Celestino Gonzaga, O.S.B. † (maggio 1834 - maggio 1840)
- Matteo Morso, O.S.B. † (maggio 1840 - 11 novembre 1840)
- Giuseppe Frisari, O.S.B. † (1841 - 1849)
- Michelangelo Celesia, O.S.B. † (25 marzo 1850 - 23 marzo 1860 nominato vescovo di Patti)
- Simplicio Pappalettere, O.S.B. † (aprile 1858 - 1863)
- Carlo Maria de Vera, O.S.B. † (1863 - 1871)
- Nicola d'Orgemont, O.S.B. † (1872 - 23 giugno 1896)
- Giuseppe Quandel, O.S.B. † (1896 - 27 febbraio 1897)
- Bonifacio Maria Krug, O.S.B. † (9 marzo 1897 - 4 luglio 1909 deceduto)
- Gregorio Diamare, O.S.B. † (20 luglio 1909 - 6 settembre 1945 deceduto)
  - Quarta distruzione di Montecassino (1944)
- Ildefonso Rea, O.S.B. † (21 novembre 1945 confermato - 17 aprile 1971 ritirato)
- Martino Matronola, O.S.B. † (24 maggio 1971 - 8 gennaio 1983 ritirato)
- Fabio Bernardo D'Onorio, O.S.B. (25 aprile 1983 - 20 settembre 2007 nominato arcivescovo di Gaeta)
- Pietro Vittorelli, O.S.B. † (17 novembre 2007 - 12 giugno 2013 dimesso)
- Donato Ogliari, O.S.B. (23 ottobre 2014 - 8 giugno 2022 nominato abate di San Paolo fuori le mura)
- Antonio Luca Fallica, O.S.B., dal 9 gennaio 2023

## Statistiche
L'abbazia territoriale nel 2023 su una popolazione di 27 persone contava 25 battezzati, corrispondenti al 92,6% del totale.
| anno | popolazione | popolazione | popolazione | presbiteri | presbiteri | presbiteri | presbiteri                | diaconi | religiosi | religiosi | parrocchie |
| anno | battezzati  | totale      | %           | numero     | secolari   | regolari   | battezzati per presbitero | diaconi | uomini    | donne     | parrocchie |
| ---- | ----------- | ----------- | ----------- | ---------- | ---------- | ---------- | ------------------------- | ------- | --------- | --------- | ---------- |
| 1970 | 110.000     | 110.000     | 100,0       | 92         | 53         | 39         | 1.195                     |         | 51        | 200       | 71         |
| 1980 | 100.200     | 101.300     | 98,9        | 69         | 41         | 28         | 1.452                     |         | 34        | 77        | 47         |
| 1990 | 112.800     | 113.800     | 99,1        | 62         | 35         | 27         | 1.819                     | 1       | 33        | 80        | 53         |
| 1999 | 76.000      | 78.000      | 97,4        | 72         | 35         | 37         | 1.055                     |         | 42        | 76        | 53         |
| 2000 | 76.000      | 78.000      | 97,4        | 68         | 38         | 30         | 1.117                     |         | 35        | 74        | 53         |
| 2001 | 76.000      | 78.000      | 97,4        | 74         | 42         | 32         | 1.027                     |         | 36        | 77        | 53         |
| 2002 | 78.500      | 78.500      | 100,0       | 76         | 39         | 37         | 1.032                     |         | 41        | 72        | 53         |
| 2003 | 79.000      | 79.000      | 100,0       | 70         | 39         | 31         | 1.128                     |         | 35        | 72        | 53         |
| 2004 | 79.000      | 79.000      | 100,0       | 68         | 40         | 28         | 1.161                     |         | 54        | 72        | 53         |
| 2007 | 79.500      | 79.500      | 100,0       | 73         | 39         | 34         | 1.089                     |         | 56        | 64        | 53         |
| 2013 | 78.900      | 80.000      | 98,6        | 48         | 36         | 12         | 1.643                     | 1       | 46        | 64        | 53         |
| 2014 | 11          | 11          | 100,0       | 8          |            | 8          | 1                         | 1       | 12        |           |            |
| 2016 | 13          | 13          | 100,0       | 10         | 2          | 8          | 1                         |         | 15        |           | 1          |
| 2019 | 18          | 18          | 100,0       | 7          |            | 7          | 2                         |         | 10        | 7         | 1          |
| 2021 | 19          | 19          | 100,0       | 7          |            | 7          | 2                         |         | 10        | 7         | 1          |
| 2023 | 25          | 27          | 92,6        | 6          |            | 6          | 4                         |         | 8         | 11        | 1          |